# 4407 Taihaku
4407 Taihaku (1988 TF1) là một tiểu hành tinh vành đai chính được phát hiện ngày 13 tháng 10 năm 1988 bởi Masahiro Koishikawa ở Ayashi.